# Une couronne en péril
Une couronne en péril est le deuxième tome de La Guerre du chaos, série de fantasy écrite par Raymond Elias Feist.
Le livre est paru le 25 janvier 2013 aux éditions Bragelonne.

## Résumé
Alors que la guerre fait rage à Midkemia, de sinistres factions profitent du chaos ambiant. Le trône du royaume des Isles fait l’objet de toutes les convoitises, causant des querelles intestines, pendant que Martin conDoin tente de protéger la cité d’Ylith contre l’assaut des Keshians. Si ce port stratégique vient à tomber, c’est tout le royaume qui sera perdu.
Quelle force obscure orchestre ces conflits, suivant sa propre logique mortelle ? Sera-t-elle démasquée avant la destruction de Midkemia ? Pour Martin, Pug et leurs alliés, le temps est désormais compté…
Pug, Magnus, Amirantha et Sandreena vont à la rencontre de Panthatians, très différents de ceux qu'ils avaient rencontrés précédemment. On assiste au retour de Miranda et Nakor, qui sont en fait des démons habités par les souvenirs de ces deux derniers. Hal et Ty doivent amener saines et sauves la princesse Stéphané et sa compagne Gabriella au royaume des Isles afin de les protéger d'un éventuel coup d'état.

## Personnages
Les personnages principaux sont :
- Martin, Henry (Hal) et Brendan ConDoin, fils du duc Henry de Crydee.
- Bethany, fille du comte Robert de Carse.
- Ty Fauconnier, fils adoptif de Ser Fauconnier.
- Stéphané, Princesse de Roldem.
- Gabriella, garde du corps de la princesse Stéphané.
- Jim Dasher Jamieson.
- Franciezka Sorboz, Espionne de Roldem.
- Calis, demi-elfe.
- Arkan des Ardanien, Moredhel, fils de Gorath.
- Pug.
- Magnus.
- Enfant, démon femelle. (Sous les traits de Miranda)
- Belog, archiviste démon. (Sous les traits de Nakor)
- Amirantha, warlock démoniste.
- Sandreena, chevalier-inflexible de l'ordre du Bouclier.

## Sources
- Le site officiel de Raymond E. Feist
- Le site des éditions Bragelonne
- Forum Les chroniques de Krondor (inscription requise)